# Makhtar Gueye
Makhtar Gueye (Dakar, 4 de diciembre de 1997) es un futbolista profesional senegalés que juega como delantero en el Blackburn Rovers F. C.

## Carrera
Es un futbolista formado en el Union Sportive Gorée de Dakar y en 2018, firmó por el AS Saint-Étienne para jugar en su filial, en la 4ª categoría gala, en la temporada 2018-19 donde participó en 17 partidos y anotó 5 goles.
El 19 de agosto de 2018, Gueye hizo su debut deportivo en la Ligue 1 con el primer equipo del AS Saint-Étienne en un empate a uno contra el Strasbourg. Entró al campo por Ole Selnæs en el minuto 84 y pus o las tablas en el marcador cuatro minutos después . En esa misma temporada jugaría 5 partidos con el primer equipo en los que anotó un gol.
En la temporada 2019-20, fue cedido al Association Sportive Nancy-Lorraine de la Ligue 2, donde jugó 20 partidos en los que marcó 5 goles.
El 28 de julio de 2020, firma por el K.V. Oostende de la Primera División de Bélgica por cuatro temporadas. 
En la temporada 2020-21, jugó 33 partidos y firmó 11 goles; y en la temporada 2021-22, disputó 35 partidos en los que marcó 12 goles.
El 31 de agosto de 2022, firma por el Real Zaragoza  por una temporada.
En junio de 2023 su club de origen, el K.V. Oostende anuncia que el Inter de Miami había ejecutado la opción de compra obligatoria que había por el jugador senegalés.

## Estadísticas

### Club
| Club           | Temporada | Liga                       | Liga     | Liga  | Copa Nacional | Copa Nacional | Copa de la Liga | Copa de la Liga | Europa   | Europa | Otros    | Otros | Total    | Total |
| Club           | Temporada | División                   | Partidos | Goles | Partidos      | Goles         | Partidos        | Goles           | Partidos | Goles  | Partidos | Goles | Partidos | Goles |
| -------------- | --------- | -------------------------- | -------- | ----- | ------------- | ------------- | --------------- | --------------- | -------- | ------ | -------- | ----- | -------- | ----- |
| Saint-Étienne  | 2018–19   | Ligue 1                    | 5        | 1     | 0             | 0             | 0               | 0               | —        | —      | —        | —     | 5        | 1     |
| Nancy (cesión) | 2019–20   | Ligue 2                    | 20       | 5     | 2             | 1             | 2               | 1               | —        | —      | —        | —     | 24       | 7     |
| KV Oostende    | 2020–21   | Jupiler League             | 31       | 11    | 2             | 2             | —               | —               | —        | —      | —        | —     | 33       | 13    |
| KV Oostende    | 2021–22   | Jupiler League             | 31       | 12    | 1             | 0             | —               | —               | —        | —      | —        | —     | 32       | 12    |
| Real Zaragoza  | 2022–23   | Segunda División de España | 23       | 0     | 1             | 0             | —               | —               | —        | —      | —        | —     | —        | —     |
| Totales        | Totales   | Totales                    | 87       | 29    | 5             | 3             | 2               | 1               | 0        | 0      | 0        | 0     | 95       | 33    |